# Ford Bronco

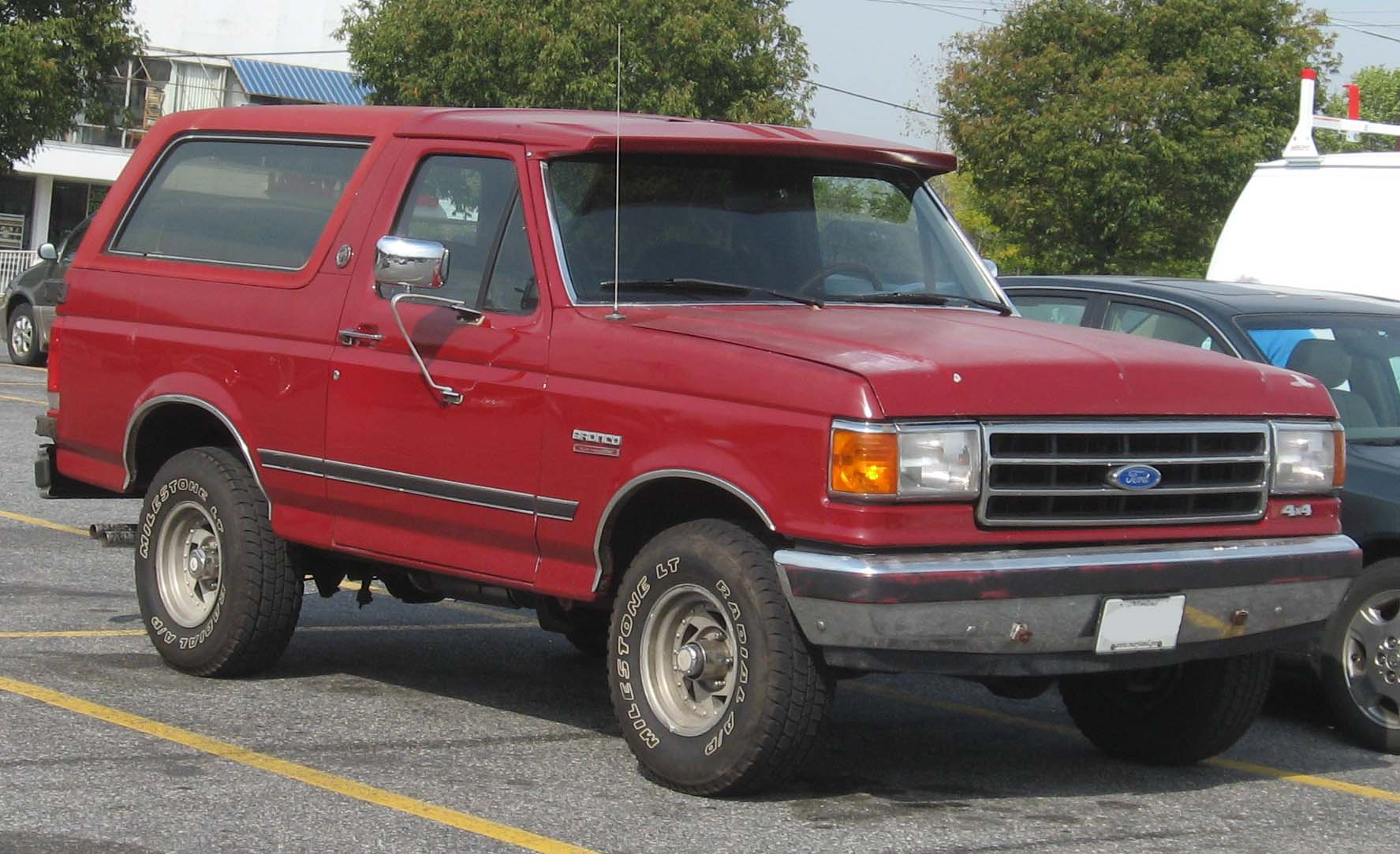
1987-91 Ford Bronco

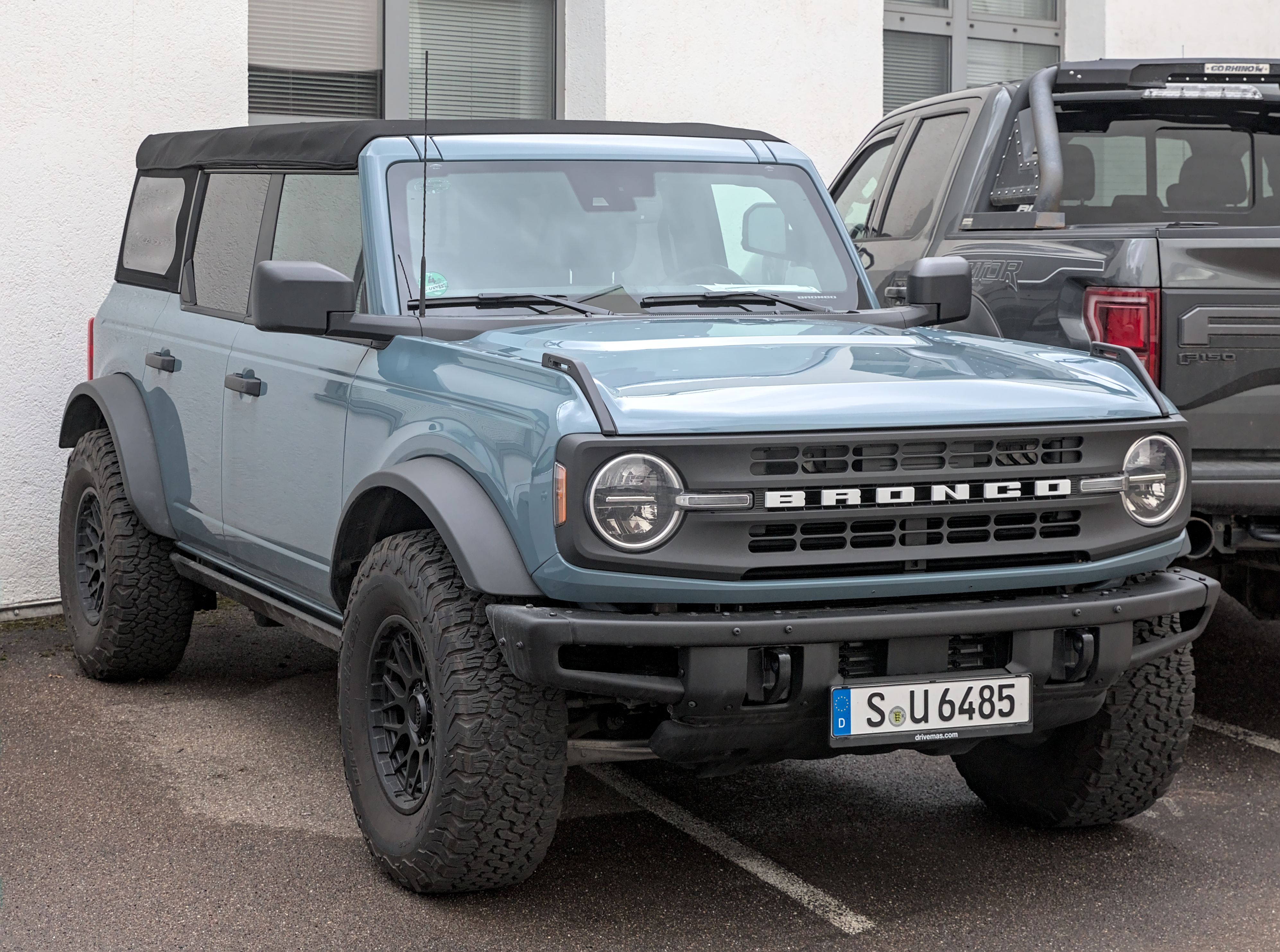
2021 Ford Bronco

Ford Bronco är en SUV som tillverkades 1966–1996 i fem distinkta generationer. O.J. Simpson jagades av polisen i sin vita Ford Bronco. År 2021 återintroducerades Ford Broncon i Fords modellprogram i form av en mellanstor SUV.

## Beskrivning
Ford Bronco 2021 finns i sju varianter: First Edition, Base, Big Bend, Black Diamond, Outer Banks, Badlands och Wild Track. 

### Funktioner
Standardutrustningen på alla trims inkluderar Dana-axlar utrustade med elektroniska differentialer som bidrar till att förbättra den övergripande stabiliteten och komforten.
SUV:n har avtagbara dörrar med ramlösa glas (som kan tas bort och förvaras i det bakre lastutrymmet) och ett avtagbart tak. Drivlinan på 2021 Bronco är utformad för att sömlöst växla mellan olika körlägen, som kan styras med en ratt placerad nära växelväljaren.

### Motor
2021 Bronco med standardalternativ har en 2,3 L turboladdad fyrcylindrig motor i rad som kan producera upp till 270 hästkrafter och 310 lb-ft vridmoment. Ytterligare alternativ är 2,7-liters V6-motor med dubbelturbo som kan producera upp till 310 hästkrafter och 400 lb-ft vridmoment. Den 2,7 l V6-motorn finns uteslutande tillgänglig med ett 10-växlat automatiskt växellådesystem. 2,3-l-motorn kan fås med antingen en 10-växlad automatisk växellåda eller en standard 7-växlad manuell växellåda.